# Larry Perkins
Larry Clifton Perkins (Murrayville, 18 marzo 1950) è un ex pilota automobilistico australiano, che corse anche alcune gare in Formula 1.

## Carriera

### Gli inizi
Perkins nacque in una famiglia appassionata di automobilismo. Alla fine degli anni '60 decise di comprare una propria vettura per prendere parte al campionato di Formula Vee e il quattro volte campione australiano Bib Stillwell gli diede la possibilità di correre per il suo team. Nel 1970 vinse quindi il titolo nazionale di categoria e l'anno dopo passò alla Formula Ford 1600, che conquistò al primo tentativo, così come avvenne per il campionato di Formula 2 australiana nel 1972. Lo stesso anno prese parte anche al Formula Ford Festival, concludendo al quinto posto e attirando le attenzioni della stampa che lo definì l'erede di Jack Brabham.
Decise quindi di trasferirsi in Europa per dare una svolta alla sua carriera e prese parte a varie gare di Formula 3. Nonostante lo scarso budget a disposizione e la difficoltà di essere sempre in movimento ed imparare a conoscere tracciati nuovi, riuscì a ben figurare. Nonostante un esordio incolore a Brands Hatch riuscì presto a vincere la sua prima gara in Svezia e ad ottenere altri successi nella categoria. Nel 1974 venne quindi contattato da Chris Amon che gli offrì di guidare le sue vetture di Formula 5000 e di testare una Amon di Formula 1 al fine di diventare pilota ufficiale della scuderia negli anni a seguire. Le aspettative di Perkins vennero, però, deluse: entrambe le monoposto erano costruite con un budget molto ridotto ed erano scarsamente competitive. Fece anche una fugace apparizione al Gran Premio di Germania 1974, ma non riuscì a qualificarsi. Decise, quindi, di dedicarsi alla F3 europea ed inglese per il 1975. Accordatosi con Ron Tauranac, che gli mise a disposizione una delle sue nuove vetture, le Ralt RT1, nonostante il budget limitato riuscì ad imporsi nel campionato europeo ottenendo due vittorie consecutive.

### Formula 1
Come detto Perkins esordì in Formula 1 al Gran Premio di Germania 1974, ma la scarsa competitività della sua Amon e un incidente durante le prove libere non gli permisero di ottenere la qualificazione per la gara. Alla fine del 1975 il pilota australiano affermò che il suo rientro in Formula 1 sarebbe dipeso soprattutto dai suoi sponsor. La Boro, però, aveva concluso un contratto di sponsorizzazione con la ditta HB Bewaking che consentiva al team un buon margine di sicurezza finanziaria e Perkins poté quindi disputare alcune gare a bordo delle vetture olandesi nel 1976. Nonostante la scarsa competitività del mezzo (di fatto, una vecchia Ensign ottenuta dal team britannico, come risarcimento per sentenza di un giudice, in merito a un problema commerciale su sponsorizzazioni) Perkins riuscì ad ottenere buone prestazioni, pur senza concludere nei punti. Al Gran Premio d'Italia riuscì a centrare un ottimo tredicesimo posto al via e stava conducendo una buona gara, fino a quando il motore della sua monoposto non cedette. Attirò, però, le attenzioni di Bernie Ecclestone, che doveva cercare un sostituto di Carlos Reutemann, passato alla Ferrari. Il pilota australiano venne quindi ingaggiato dalla Brabham per disputare le ultime tre gare stagionali, ma non riuscì ad ottenere nessuna prestazione di rilievo.
A fine stagione venne sostituito da John Watson e dovette cercarsi un'altra scuderia. Si accordò quindi con la BRM per disputare il campionato 1977, ma la nuova vettura del team inglese, la P207, era considerata tra le peggiori del circus.  A rendere il progetto decisamente poco competitivo era soprattutto il vecchio motore V12, praticamente sempre lo stesso dai primissimi Anni Settanta. Perkins riuscì a qualificare la macchina solo in Brasile, perché non c'erano abbastanza concorrenti da mettere a rischio la qualificazione. In quella occasione riuscì però a percorrere, e lentamente, solo due giri, prima del ritiro. In Sudafrica il team si presentò con la vecchia P201: Larry arrivò al traguardo ultimo, con cinque giri di distacco, nel GP della tragica morte in pista del pilota gallese Tom Pryce; quella fu l'ultima partenza, in un Gran Premio valido per la stagione mondiale di F1, del glorioso team BRM.
Perkins abbandonò la squadra. Ebbe quindi occasione di disputare ancora alcune gare 1977 con la Surtees, sostituendo Hans Binder. Riuscì, però, a qualificarsi solamente al Gran Premio del Belgio. In Francia, a Digione, il patron John Surtees lo sostituì, dopo le prove del venerdì, con l'esordiente francese Patrick Tambay: entrambi non raggiunsero la qualificazione; e questa esperienza infelice fu l'ultima presenza per l'australiano in Formula 1.

### Dopo la Formula 1
Senza più sbocchi professionali in Formula 1 Perkins fu costretto a tornare in Australia. Lì si dedicò soprattutto alle competizioni a ruote coperte e alle gare endurance conseguendo discreti risultati: nel 1979 vinse la Rothmans International Series e si laureò campione nazionale di Rallycross. Negli anni seguenti per sei volte conquistò la Bathurst 1000 e sfiorò la vittoria del campionato endurance australiano.
Nel 2003 decise infine di ritirarsi ponendo fine alla sua carriera di pilota.